# Jaguar amerykański
Jaguar amerykański, jaguar (Panthera onca) – gatunek ssaka z podrodziny panter (Pantherinae) w rodzinie kotowatych (Felidae) i jedyny przedstawiciel rodzaju Panthera spotykany w Amerykach. Trzeci co do wielkości przedstawiciel swej rodziny po tygrysie i lwie, największy zaś na półkuli zachodniej. Jego zasięg występowania rozciąga się od południowego zachodu Stanów Zjednoczonych i Meksyku przez Amerykę Środkową na południe do Paragwaju i północnej Argentyny.
Ten cętkowany kot fizycznie najbardziej przypomina lamparta, choć zazwyczaj jest większy i ma mocniejszą budowę, natomiast jego zachowanie i siedlisko upodabniają go bardziej do tygrysa. Preferuje gęsty las deszczowy, zajmuje jednak różnorodne siedliska, otwarte, jak i porosłe drzewami. Jest silnie związany z obecnością wody i, podobnie jak tygrys, uwielbia pływać. W znacznym stopniu wiedzie żywot samotnika, oportunistycznego drapieżcy tropiącego swe ofiary i urządzającego na nie zasadzki, zajmującego miejsce na szczycie łańcucha pokarmowego. Jest też gatunkiem zwornikowym, odgrywając istotną rolę w stabilizacji ekosystemu i regulacji populacji zwierząt, na które poluje. Cechuje się wyjątkowo silnym ugryzieniem, nawet w porównaniu z innymi wielkimi kotami. Pozwala mu ono na dziurawienie płyt kostnych opancerzonych gadów i na stosowanie niezwykłej metody zabijania: gryzie zdobycz bezpośrednio w czaszkę między oczami, by śmiertelne ugryzienie dosięgnęło mózgu.
Należy do gatunków bliskich zagrożenia wyginięciem (near threatened – NT). Jego liczebność obniża się. Zagraża mu fragmentacja środowiska jego życia. Handel międzynarodowy jaguarami bądź częściami ich ciał jest zakazany. Jednak kot nadal często pada ofiarą człowieka, zwłaszcza na tle konfliktów z farmerami w Ameryce Południowej. Choć zasięg jego występowania uległ zmniejszeniu, wciąż jest znaczny. W związku ze swym historycznym zasięgiem jaguar odgrywa znaczące role w mitologiach licznych rdzennych mieszkańców Ameryki, włączając w to Majów i Azteków.

## Etymologia
Słowo „jaguar” pochodzi z języków tupi-guarani, a do języków europejskich trafiło prawdopodobnie dzięki amazońskiemu językowi pidżynowemu Tupinambá poprzez portugalskie jaguar. Tupiańskie słowo yaguara oznacza bestię, czasami jednak tłumaczy się je jako „pies”. Specyficznym dla jaguara określeniem jest yaguareté. Dodano w nim przyrostek – eté oznaczający „rzeczywisty”, „prawdziwy”.
Nazwa rodzajowa Panthera to wyraz łaciński o pochodzeniu greckim od słowa panthēr (πάνθηρ) oznaczającego lamparta, gatunek typowy w tym rodzaju. Uważa się, że pochodzi od pan- (παν-, „wszystko”) i thēr (θήρ) od thēreutēs (θηρευτής, „drapieżnik”). Oznacza więc „drapieżnika wszystkich” (zwierząt), może to być jednak tylko etymologia ludowa, starająca się wytłumaczyć ostatecznie sanskryckie pochodzenie nazwy od słowa pundarikam oznaczającego tygrysa.
Epitet gatunkowy onca pochodzi od portugalskiego onça (zapisywanego z cedyllą z przyczyn typograficznych). W angielskim podobne pochodzenie ma ounce (irbis śnieżny, Panthera uncia), we włoskim lonza, w starofrancuskim l’once. Słowa te pochodzą z łaciny od lyncea (ryś), z literą „L” pomyloną z rodzajnikiem określonym.

## Klasyfikacja i ewolucja
Jaguar jest jedynym przedstawicielem rodzaju Panthera żyjącym w Nowym Świecie. DNA wskazuje, że lew afrykański, tygrys azjatycki, lampart plamisty, jaguar amerykański, irbis śnieżny i pantera mglista mają wspólnego przodka, który żył w okresie od przed 6 do 10 milionów lat. W zapisie kopalnym Panthera pojawia się 2–3,8 miliona lat temu. Badania filogenetyczne ogólnie pokazały, że pantera mglista zajmuje w tej grupie pozycję bazalną. Miejsca pozostałych gatunków różnią się w zależności od badania i jeszcze ich nie ustalono.
Na podstawie przesłanek morfologicznych brytyjski zoolog Reginald Pocock doszedł do wniosku, że jaguar jest najbliżej spokrewniony z lampartem. Jednakże nie ma jednoznacznych dowodów z badania DNA, które ustalałyby pozycję jaguara wśród innych gatunków z uwagi na zmienność wyników pomiędzy badaniami. Skamieliny wymarłych gatunków Panthera, jak Panthera gombaszoegensis i lew amerykański, pokazują cechy zarówno lwa, jak i jaguara. Analiza mitochondrialnego DNA jaguara datuje powstanie linii gatunku na pomiędzy 280 000 a 510 000 lat temu, a więc później, niż wskazywałby to zapis kopalny.

### Azjatyckie pochodzenie
Obecnie jaguar żyje tylko na kontynentach amerykańskich, ale pochodzi od kotów Starego Świata. Jaguar i jego najbliższy krewny, podobnie cętkowany lampart, mają wspólnego przodka zasiedlającego Azję 2 miliony lat temu. We wczesnym plejstocenie prekursorzy współczesnych jaguarów przekroczyli Beringię, pomost lądowy istniejący w miejscu dzisiejszej Cieśniny Beringa, łączący Azję z Ameryką Północną. Przodkowie jaguarów posuwali się następnie na południe w kierunku Ameryki Środkowej i Południowej, żywiąc się jeleniami i innymi trawożercami, których wielkie stada zamieszkiwały kontynent.

### Zmienność geograficzna

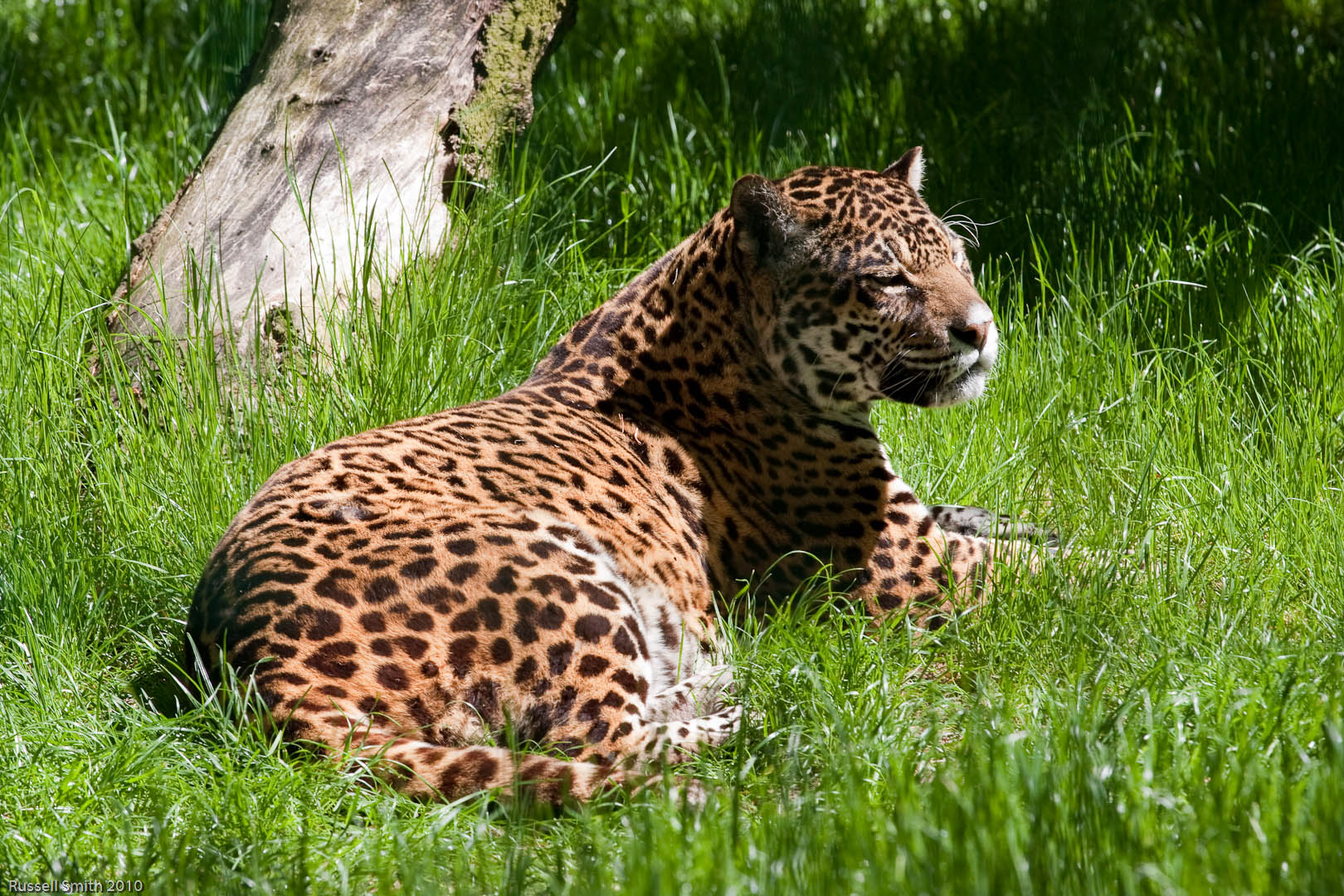
Odpoczywający jaguar.

Ostatni szkic linii rodowych i taksonomii podgatunków jaguara nakreślił Pocock w 1939 roku. Opierając się na źródłach geograficznych i morfologii czaszek, wyróżnił 8 podgatunków. Jednakże nie miał dostępu do wystarczająco wielu okazów, by krytycznie ocenić wszystkie te podgatunki, wyraził więc wątpliwość odnośnie do statusu kilku. Późniejsza analiza jego pracy wskazuje, że powinien rozpoznać jedynie 3 podgatunki.
Współczesne badania także nie pozwoliły udowodnić istnienia dobrze zdefiniowanych podgatunków, których się już nie wyróżnia. Larson (1997) przestudiował zmienność morfologiczną jaguara i wykazał istnienie gradientu przebiegającego w kierunku północ-południe, ale także zróżnicowania w obrębie proponowanych podgatunków większego niż pomiędzy nimi. Pociąga to za sobą brak uzasadnienia dla dzielenia gatunku na podgatunki. Badanie genetyczne Eizirika i współpracowników opublikowane w 2001 roku potwierdziło brak wyraźnej geograficznej struktury podgatunków, choć znaleziono główne bariery geograficzne ograniczające wymianę genów pomiędzy oddzielanymi populacjami, jak np. Amazonka. Kolejne, bardziej szczegółowe badanie potwierdziło przewidywaną strukturę populacyjną u kolumbijskich jaguarów.
Podgatunki Pococka wymieniane są regularnie w ogólnych opisach tego kota.

## Budowa

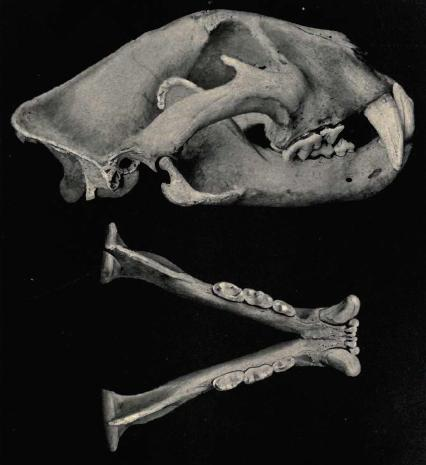
Jaguar ma potężną głowę i niezwykle silny zgryz. Wielkość zwierzęcia wykazuje tendencje wzrostowe przy przemieszczaniu się na południe

Jaguar to zwierzę o zwartej budowie i solidnym umięśnieniu, największy kot Nowego Świata i największy mięsożerca wśród ssaków Ameryki Środkowej i Południowej. Jego wielkość i masa ciała wykazują znaczną zmienność. Normalnie waży od 56 do 96 kg. Odnotowywano jednak większe samce ważące aż 158 kg (odpowiada to mniej więcej lwicom czy tygrysicom). Najmniejsze samice ważyły tylko 36 kg. Samice typowo są 10–20% mniejsze od płci przeciwnej. Długość ciała od czubka nosa do podstawy ogona waha się w przedziale od 1,12 do 1,85 m. Ogon, najkrótszy wśród wielkich kotów, mierzy od 45 do 75 cm. Nogi również są krótkie, znacznie krótsze w porównaniu z kończynami lwa czy tygrysa o podobnej masie ciała, jednak grube i silne. Stojący jaguar mierzy od 63 do 76 cm wysokości w kłębie. W porównaniu z podobnym z ubarwienia lampartem ze Starego Świata jaguar jest większy, cięższy, ma bardziej masywną budowę.
Dalszą zmienność w wielkości zaobserwowano wśród zwierząt odmiennych terenów i siedlisk. Rozmiary wykazują tendencje wzrostowe w kierunku południowym. Badanie jaguarów w Chamela-Cuixmala Biosphere Reserve na meksykańskim wybrzeżu pacyficznym pokazało obszary o masie jaguarów 50 kg (tyle waży puma). Dla kontrastu badanie tych kotów w brazylijskim Pantanalu ustaliło średnią masę ciała zwierzęcia na 100 kg, a masa 136 kg i więcej nie należy do rzadko spotykanych wśród starszych samców. Osobniki leśne są często ciemniej ubarwione i znacznie mniejsze od zamieszkujących tereny otwarte (Pantanal to otwarte mokradła), prawdopodobnie na skutek mniejszej ilości dużej zwierzyny roślinożernej na terenach leśnych.
Dzięki krótkim, masywnym kończynom jaguar sprawnie się wspina, czołga i pływa. Ma potężną głowę i wyjątkowo silną szczękę. Dysponuje najsilniejszym wśród kotowatych ugryzieniem. Potrafi wygenerować siłę równą ciężarowi 910 kg. Jest to dwukrotność siły lwa i drugi wynik wśród ssaków, zaraz po hienie cętkowanej. Adaptacja ta pozwala jaguarowi dziurawić skorupy żółwi. Badanie porównujące siłę zgryzu względem rozmiaru ciała uznało ją za najwyższą wśród kotowatych wraz z siłą pantery mglistej, a przed lwem czy tygrysem. Odnotowano, że jaguar może wlec ważącego 360 kg byka w paszczy i zetrzeć na proch najtwardsze kości. P. onca poluje w gęstej dżungli na dzikie ssaki ważące do 300 kg. Krótka i krępa budowa ciała stanowi przystosowanie do środowiska i zdobyczy.
Jaguar bardzo przypomina lamparta, jest jednak cięższy i masywniejszy. Te dwa gatunki można także odróżnić po rozetkach: u jaguara są one większe, mniej liczne, zazwyczaj ciemniejsze, z grubszymi kreskami i mniejszymi cętkami w środku, które nie występują u lamparta. Głowa jaguara jest bardziej okrągła i krótsza, a kończyny bardziej przysadziste niż u lamparta.

### Barwa

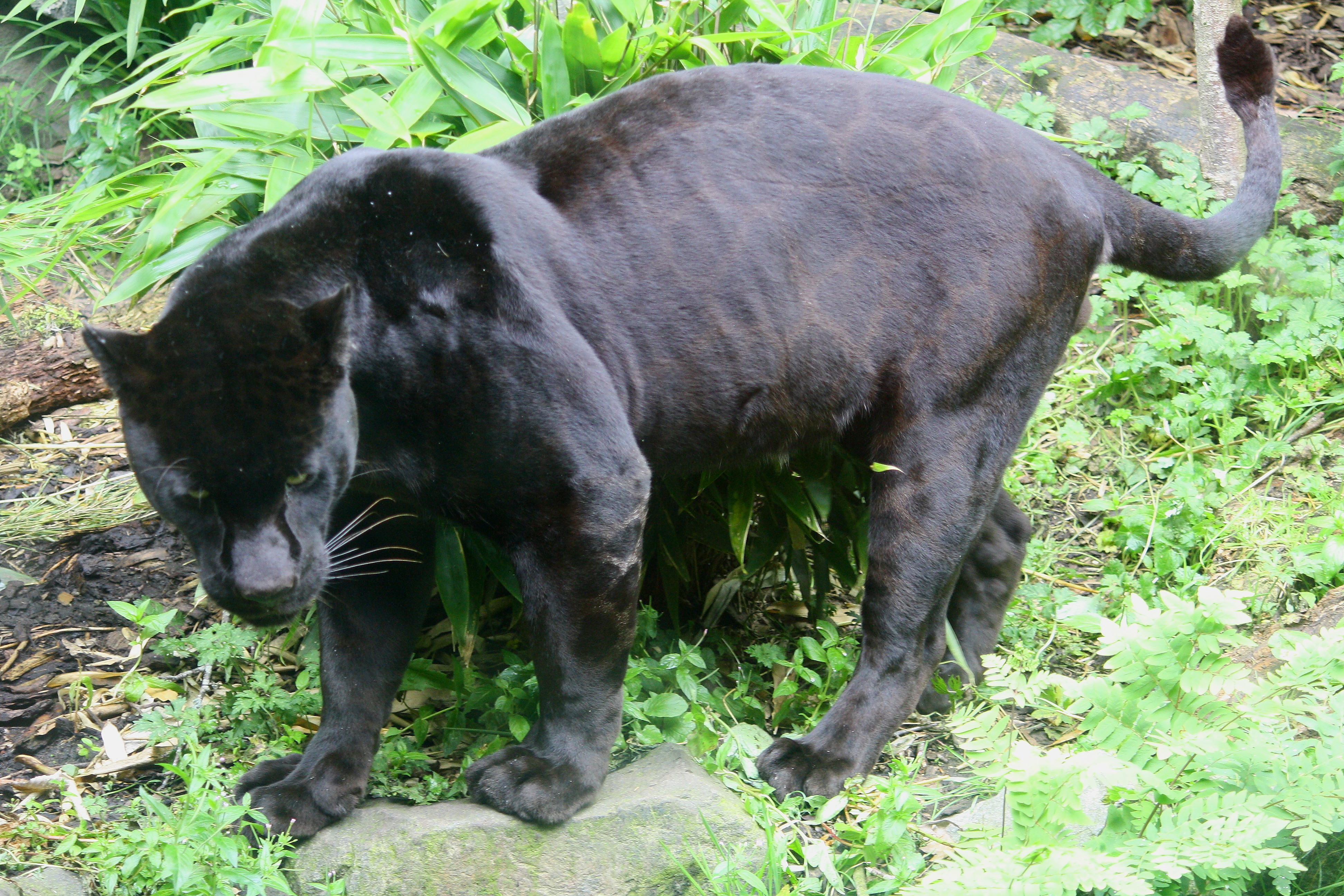
Melanistyczny osobnik. Ta odmiana barwna pojawia się z częstością 6%

Podstawowa barwa futra jaguara to brązowawa żółć, może się ona rozciągać do czerwonobrązowej i nawet czarnej dla większości ciała. Jednakże brzuszna strona zwierzęcia pozostaje biała. Kolor ten pokrywają rozetki ułatwiające kamuflowanie się w pstrokatym świetle leśnych siedlisk. Cętki u poszczególnych osobników, a nawet u jednego bywają bardzo różne. Rozetki mogą obejmować jedną bądź kilka plamek, zmienny jest też ich kształt. Cętki na głowie i szyi są zwykle nieprzerywane, jak te zdobiące ogon, gdzie zlewają się w linie.
Gatunek cechuje zmienność ubarwienia. Regularnie spotyka się okazy melanistyczne. Jaguar taki wydaje się zupełnie czarny, ale z bliska można dojrzeć na nim cętki.
Odmiana czarna jest rzadsza od formy z widocznymi wyraźnie cętkami, należy doń około 6% populacji. Melanizm może występować z różnym natężeniem w zależności od liczby zmutowanych genów. Stąd musi być wspierany przez selekcję naturalną. Istnieją też pewne dowody na dominujący charakter allelu odpowiedzialnego za melanizm. Ciemna forma może stanowić przykład naddominacji (przewagi heterozygot). Rozród w niewoli nie pozwala jeszcze na wysunięcie pewnych wniosków.
Ekstremalnie rzadkie są osobniki albinotyczne, pojawiające się także wśród innych wielkich kotów. Jak zazwyczaj w przypadku żyjących na wolności albinosów, selekcja naturalna utrzymuje ich częstość na poziomie częstości mutacji.

## Cykl życiowy

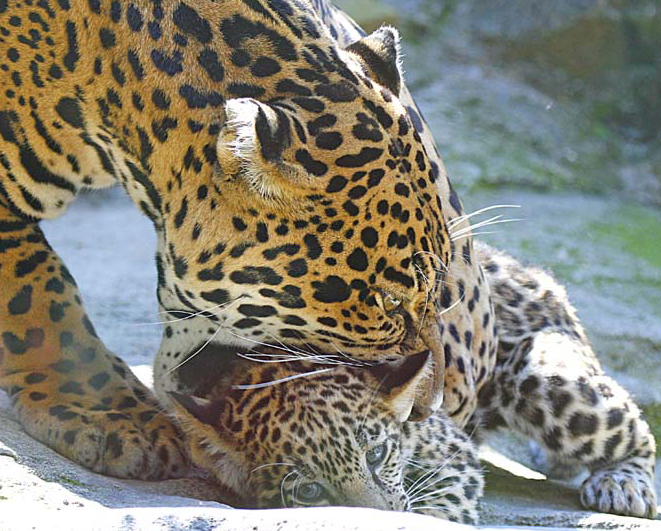
Matka trzymająca swoje młode za kark

Samice osiągają dojrzałość płciową w wieku około dwóch lat, a samce – trzech bądź czterech. Jaguarowi przypisuje się zdolność do rozrodu na wolności przez cały rok, aczkolwiek liczba urodzeń wzrasta w czasie obfitości zdobyczy. Badania hodowanych w niewoli samców wspierają pogląd o trwającym cały rok rozmnażaniu. Nie występuje sezonowa zmienność w cechach nasienia i zdolności do wytrysku. Jednak w niewoli osiąga się niskie sukcesy rozrodcze. Ruja samicy trwa 6–17 dni, a cały cykl miesiączkowy – 37 dni. Samica zaznacza swą płodność, zostawiając znaki wraz z mikcją, a także nasiloną wokalizacją.
Para rozdziela się po kopulacji. Cały ciężar odchowania potomstwa spoczywa od tej chwili na matce. Ciąża trwa od 93 do 105 dni. Jedna samica może urodzić w miocie do czterech kociąt, najczęściej na świat przychodzą dwa. Matka nie toleruje obecności płci przeciwnej po narodzeniu młodych, samce stanowią ryzyko dla ich życia, jako że zachodzi obawa zabójstwa kociąt. Podobne zachowanie występuje też u tygrysów.
Kocięta rodzą się ślepe. Zaczynają widzieć po dwóch tygodniach. Odstawienie od piersi następuje po 3 miesiącach, jednak młode pozostają w legowisku, w którym przyszły na świat, przez 6 miesięcy, nim opuszczą je, by towarzyszyć rodzicielce podczas polowań. Pozostają w grupie ze swą matką przez rok, dwa, nim ją opuszczą, by zdobyć własne terytoria. Młode samce początkowo prowadzą życie nomadów, starających się wepchnąć gdzieś pomiędzy swych starszych współplemieńców, zanim uda im się zdobyć własny rewir. Typowa długość życia na wolności szacowana jest na 12–15 lat. W niewoli jaguar żyje do 23 lat. Czyni go to jednym z najdłużej żyjących kotowatych.

## Struktura społeczna i znakowanie terenu
Jak większość kotowatych, jaguar żyje samotnie. Wyjątek stanowią grupy złożone z matki i jej młodych. Osobniki dorosłe generalnie spotykają się jedynie w celu zalotów i współżycia (jednak ograniczona socjalizacja niezwiązana z zalotami jest obserwowana, choć bardzo rzadko). Żyją samotnie na swych wielkich terytoriach. Obszary zajmowane przez samice mierzą od 25 do 40 km². Mogą na siebie zachodzić, choć zwierzęta zazwyczaj unikają się wzajemnie. Terytoria samców są około dwukrotnie większe, mają różną powierzchnię w zależności od dostępności zwierzyny i przestrzeni. Nie zachodzą na siebie. Jaguar drapie, oddaje mocz i kał, by oznakować swe terytorium.
Jak inne wielkie koty, jaguar potrafi ryczeć i robi to, by ostrzec i przepędzić konkurentów dybiących na jego terytorium i samice. Na wolności obserwowano intensywne wybuchy przekrzykiwania się. Ryk jaguara często przywodzi na myśl powtarzające się kaszlnięcia. Zwierzę potrafi też miauczeć i mruczeć. Może dochodzić do walk samców o rozród, zdarzają się one jednak rzadko. Na wolności obserwuje się u nich zachowania służące unikaniu agresji. Jeśli już się zdarzy, konflikt typowo dotyczy jednak terytorium. Rewir samca może zawierać w sobie tereny dwóch albo i trzech samic. Nie będzie on tolerował wtargnięć innych dorosłych samców.
Jaguara często opisuje się jako zwierzę nocne, jednak szczyty jego aktywności przypadają na zmierzch i świt. Obie płcie polują, ale samce odbywają każdego dnia dalsze podróże niż samice, stosownie do swych większych terytoriów. Jaguar może polować za dnia, jeśli zwierzyna jest dostępna. Jest względnie energicznym kotowatym. Spędza aktywnie aż 50–60% czasu. Jego nieuchwytna natura i niedostępność większości z preferowanych przezeń habitatów czynią go trudnym w obserwacji.

### Pożywienie

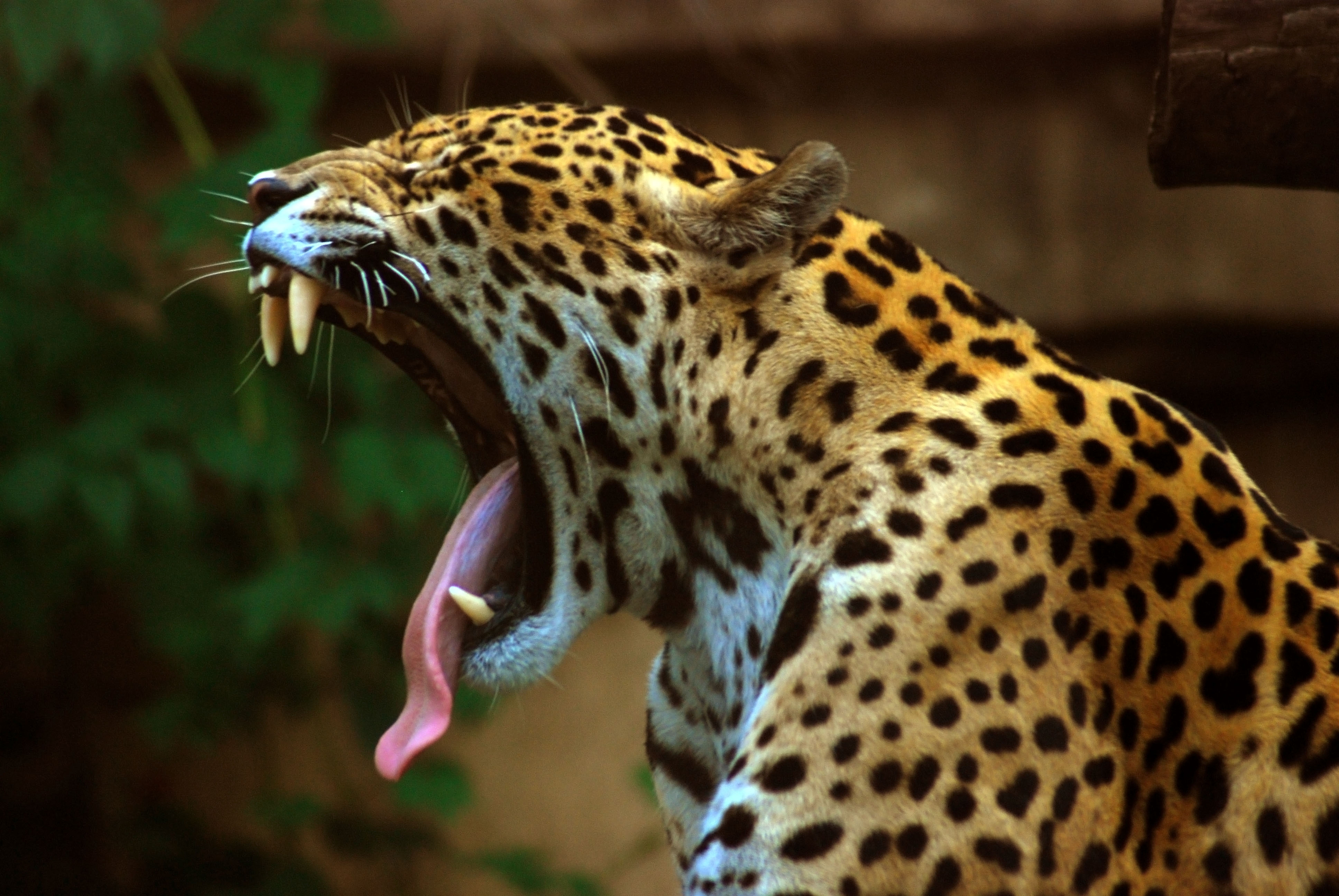
Jaguar dysponuje bardzo silnym zgryzem, co pozwala mu dziurawić skorupy gadów

Jak wszystkie kotowate, jaguar jest obligatoryjnym mięsożercą, pożywia się tylko mięsem. Jest oportunistycznym drapieżcą. Jego dieta obejmuje ponad 85 gatunków. Potencjalnie P. onca może upolować każdego lądowego bądź nadwodnego kręgowca spotykanego w Ameryce Środkowej lub Południowej. Preferuje dużą zdobycz. Cechuje się bardziej ogólną dietą niż jego kuzyni ze Starego Świata. Amerykańskie tropiki cechują się dużą różnorodnością niewielkich zwierząt, ale względnie mniejszymi populacjami i zróżnicowaniem dużych kopytnych, które preferuje ten rodzaj. Jaguar regularnie zdobywa dorosłe kajmany, jelenie, kapibary, tapiry, pekari, psy, lisy, czasami nawet anakondy. Jednak może zjadać przedstawicieli każdego niewielkiego gatunku, jakich uda mu się złapać, jak płazy bezogonowe, myszowate, ptaki (głównie gatunki gniazdujące na ziemi, jak czubacze), ryby, leniwce, małpy i żółwie. Badanie przeprowadzone w Cockscomb Basin Wildlife Sanctuary w Belize ujawniło dla przykładu, że dieta jaguarów składa się tam głównie z pancerników i Cuniculidae. Pewne jaguary napadają także na zwierzęta hodowlane, w tym dorosłe bydło domowe i konie.
Istnieją dowody potwierdzające konsumpcję przez żyjące na wolności jaguary korzeni Banisteriopsis caapi.
Chociaż jaguar często zabija poprzez głębokie ugryzienie w gardło i duszenie, a więc stosuje technikę typową dla rodzaju Panthera, wykorzystuje czasami unikalną dla kotów technikę: swymi kłami przebija czaszkę w okolicy kości skroniowej między uszami, przekłuwając mózgowie. Czyni tak zwłaszcza z kapibarą. Może to stanowić adaptację do rozgryzania skorup żółwi. Po późnoplejstoceńskich wymieraniach opancerzone gady takie jak żółwie tworzyły obfite źródło pożywienia dla jaguara. Ugryzienie w czaszkę stosuje się zwłaszcza u ssaków. W przypadku gadów takich jak kajman jaguar może wskoczyć na grzbiet zwierzyny i oderwać kręgi szyjne, unieruchamiając ofiarę. Zdolny do dostawania się do źółwich skorup, jaguar potrafi po prostu roztrzaskać skorupę łapą i wygarnąć wnętrze. Atakując żółwie morskie, gdy te gnieżdżą się na plaży, jaguar gryzie w głowę, często odgryzając ją, a następnie ciągnie swą zdobycz, by ją spożyć. Rzekomo podczas polowania na konie, jaguar może wskakiwać im na grzbiet, kłaść jedną łapę na pysku, a drugą na karku i skręcać, przemieszczać szyję. Lokalna ludność donosi o przypadkach, gdy jaguar, polując na parę uwiązanych razem koni, zabija jednego z nich i wlecze go, podczas gdy drugi, ciągle żywy, jest ciągnięty za tamtym.

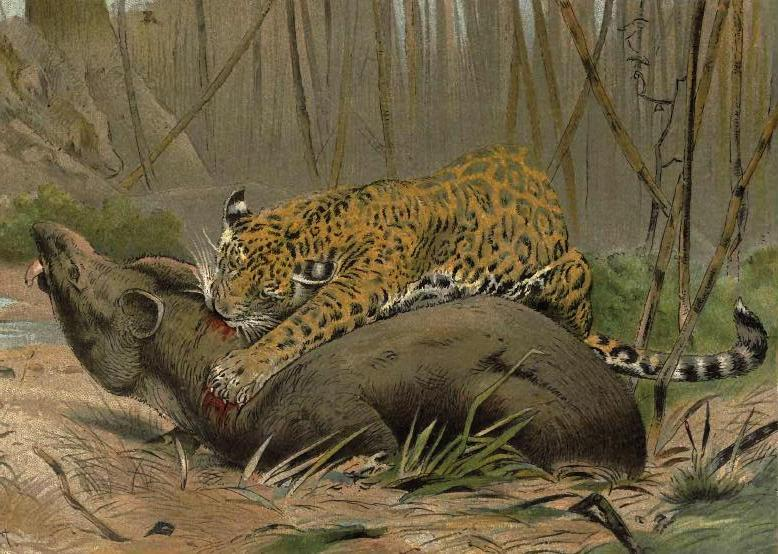
Jaguar zabijający tapira, największe zwierzę spośród rdzennych mieszkańców jego zasięgu występowania

Jaguar raczej tropi i napada z zasadzki, niż ściga swoje ofiary. Kot przemierza powoli leśne ścieżki, nasłuchując i tropiąc zwierzynę, zanim znajdzie ją i zerwie się na nią. Drapieżca atakuje z ukrycia, zazwyczaj wyruszając ze ślepej strefy swej ofiary, czyniąc szybki skok. Dysponuje niezrównanymi w królestwie zwierząt zdolnościami do rzucania się na przyszłą zdobycz. Potwierdzają to zarówno rdzenni mieszkańcy, jak i badacze terenowi. Zdolności te wynikają z roli jaguara w kilku różnych środowiskach jako szczytowego drapieżnika. Może on wskoczyć za zwierzyną do wody, jako że potrafi, pływając, ciągnąć dużą zdobycz. Ma taką siłę, że aby uniknąć przyboru wody, potrafi zaciągnąć na drzewo zdobycz wielkości jałówki.
Po zabiciu zwierzyny jaguar ciągnie zwłoki w gąszcz lub inne odosobnione miejsce. Zaczyna posiłek raczej od szyi i klatki piersiowej niż od środka ciała. Spożywa serce i płuca, a następnie okolicę barku. Dzienne zapotrzebowanie na pokarm zwierzęcia o masie 34 kg, a więc o ekstremalnie niskiej masie ciała, obejmuje szacunkowo 1,4 kg. W przypadku zwierząt hodowanych w niewoli o masie 50–60 kg zaleca się podaż 2 kg mięsa dziennie. Na wolności konsumpcja jest naturalnie mniej równomierna. Dzikie koty poświęcają znaczne ilości energii na chwytanie i zabijanie zdobyczy i mogą spożywać nawet 25 kg mięsa za jednym posiłkiem, po którym następuje okres postu. Inaczej niż inni przedstawiciele Panthera, jaguar bardzo rzadko atakuje człowieka. W większości z kilku takich przypadków, gdy jaguar podjął próbę upolowania ludzi, chodziło o zwierzę stare, z uszkodzonymi zębami bądź ranne. Czasami przestraszone jaguary trzymane w niewoli mogą uderzyć ogonem swych opiekunów.

## Rozmieszczenie geograficzne i siedlisko
Jaguar stał się kotem amerykańskim, odkąd przekroczył Beringię w epoce plejstocenu. Bezpośrednim przodkiem współczesnych jaguarów jest Panthera onca augusta, osiągająca większe rozmiary niż współczesne jaguary. Kot prezentuje zasięg występowania rozciągający się od Meksyku poprzez Amerykę Środkową do Ameryki Południowej, włączając w to większą część brazylijskiej Amazonii. Zasięgiem występowania obejmuje następujące kraje: Argentyna, Belize, Boliwia, Brazylia, Ekwador, Gujana, Gujana Francuska, Gwatemala, Honduras, Kolumbia, Kostaryka (szczególnie półwysep Osa), Meksyk, Nikaragua, Panama, Paragwaj, Peru, Stany Zjednoczone, Surinam i Wenezuela. Zwierzę wyginęło na terenie Salwadoru i Urugwaju. Zajmuje powierzchnię 400 km² Cockscomb Basin Wildlife Sanctuary w Belize, 5300 km² Sian Ka’an Biosphere Reserve w Meksyku, szacunkowo 15000 km² Parku Narodowego Manú w Peru i szacunkowo 26000 km² Parku Narodowego Xingu w Brazylii, jak też liczne inne tereny chronione w obrębie swego zasięgu występowania.

Jaguar zasiedla różnorodne siedliska otwarte i zadrzewione, związany jest jednak silnie z obecnością wody

Fakt, że na powyższej liście figurują Stany Zjednoczone, opiera się na okazjonalnych spotkaniach na południowym zachodzie kraju, szczególnie w Arizonie, Nowym Meksyku i Teksasie. Na początku XX wieku zasięg występowania jaguara rozciągał się na północ aż do Wielkiego Kanionu, a na zachód do południowej Kalifornii. W tym państwie zwierzę podlega ochronie na mocy Endangered Species Act, który zatrzymał strzelanie do zwierząt w celu pozyskania skóry. W 1996 i od 2004 urzędnicy w Arizonie fotografowali i dokumentowali życie jaguarów na południu stanu. Pomiędzy 2004 a 2007 dwa lub trzy osobniki zostały odnotowane w okolicy Buenos Aires National Wildlife Refuge na południu Arizony. Jeden z nich, nazwany Macho B, został przedtem sfotografowany na tym obszarze w 1996. Jako że nie istnieje żadna stała dobrze rozwijająca się populacja, ochrona przed zabijaniem, odpowiednie zasoby zdobyczy i łączność z populacjami meksykańskimi są kluczowe. W lutym 2009 złapano osobnika ważącego 53,5 kg. Wyposażono go w radionadajnik i wypuszczono na południowy zachód od Tucson w Arizonie. Miało to miejsce dalej na północ, niż przewidywano taką możliwość wcześniej. Oznacza to, że na południu stanu może egzystować stała, rozmnażająca się populacja. Później potwierdzono, że chodzi o tego samego osobnika, którego sfotografowano w 2004 i nazywano Macho B. 2 marca 2009 schwytano go ponownie. Stwierdziwszy, że cierpi na niewydolność nerek, dokonano uśpienia. Jego wiek oceniano na 16 lat. To więcej, niż miał jakikolwiek inny znany osobnik żyjący na wolności.
Proponowane obecnie coraz bardziej skuteczne odgradzanie się USA od Meksyku zredukuje żywotność każdej rezydującej w Stanach Zjednoczonych populacji, zmniejszając przepływ genów z udziałem populacji meksykańskich, uniemożliwi też dalszą ekspansję gatunku na północ.
Historyczny zasięg występowania gatunku obejmował dużą część południowych ziem USA. Rozciągał się też znacznie dalej na południe, pokrywając większą część kontynentu południowoamerykańskiego. W ogólności północna granica jego zasięgu przesunęła się o 100 km na południe, a południowa o 2000 km na północ. W Stanach Zjednoczonych odkryto skamieliny jaguara z epoki lodowcowej datowane na pomiędzy 40000 a 11500 lat temu. Były wśród nich ważne znaleziska z miejsc wysuniętych tak daleko na północ, jak Missouri. Dowody kopalne wskazują na osobniki ważące nawet do 190 kg, dużo większe niż współczesna średnia masa zwierzęcia.
Habitat tego kota obejmuje lasy deszczowe Ameryki Środkowej i Południowej, otwarte, sezonowo zalewane tereny podmokłe i suche równiny porosłe trawą. Wśród wymienionych siedlisk jaguar preferuje gęste lasy. Zwierzę szybciej zmniejsza swój zasięg występowania w regionach suchszych, jak argentyńskie pampasy, suche tereny trawiaste Meksyku czy południowego zachodu USA. Ssak zasiedla tropikalne, subtropikalne i suche lasy liściaste. Historycznie zaliczały się tu także lasy dębowe USA. Drapieżnik silnie wiąże się z wodą. Często preferuje życie nad rzeką, bagnem lub w lesie deszczowym o gęstych zaroślach, gdzie może czatować na zdobycz. Jaguary spotykano na wysokościach do 3800 m nad poziomem morza, ale typowo unikają lasów górskich i nie spotyka się ich na wzgórzach centralnego Meksyku ani też w Andach.
Istnieją dowody na istnienie kolonii nierdzennych, melanistycznych lampartów lub jaguarów zamieszkujących lasy deszczowe wokół Sydney w Australii. Lokalne doniesienia relacjonują opowieści ponad 450 osób, które widziały dużego, czarnego kota w tym obszarze, mówiąc też o poufnych dokumentach Rządu Nowej Południowej Walii na ten temat. Według nich odpowiednie władze przejęły się tym problemem i niebezpieczeństwem dla ludzi, zlecając nawet specjaliście schwytanie jednego osobnika. Trzydniowe polowanie nie odniosło skutku. Ekolog Johannes J. Bauer, dostrzegając trudności, uznał za najbardziej prawdopodobne wyjaśnienie obecności dużych drapieżników należących do kotowatych, wskazując na większe prawdopodobieństwo lampartów niż jaguarów.
W rejonach swojego występowania jest przez mieszkańców uznawany za szkodnika.

### Rola w ekosystemie
Dorosły jaguar zajmuje pozycję na szczycie łańcucha pokarmowego. Nie pada ofiarą innych dzikich drapieżników. Uważa się go także za gatunek zwornikowy, a więc taki, który kontroluje poziomy populacji zdobyczy: ssaków roślinożernych i nasionożernych. Utrzymuje strukturalną integralność ekosystemu lasu. Jednakże dokładne określenie wpływu wywieranego na ekosystem przez taki gatunek nie należy do łatwych zadań, wymagałoby porównań danych z obszarów występowania gatunku kluczowego i jego braku z jednoczesną kontrolą skutków działań ludzkich. Przyjmuje się, że średniej wielkości zdobycz powiększa swą liczebność podczas nieobecności gatunku zwornikowego, co hipotetycznie pociąga za sobą kaskadę negatywnych skutków. Jednak prace terenowe wykazały, że może chodzić tutaj o naturalną zmienność, wzrost populacji może się nie utrzymać. Dlatego też nie wszyscy naukowcy akceptują hipotezę o szczytowym drapieżniku w roli gatunku zwornikowego.
Jaguar wywiera także efekt na innych drapieżców. Często występuje sympatrycznie z pumą, drugim co do wielkości kotowatym Ameryki. Przy współwystępowaniu jaguara puma osiąga mniejsze rozmiary, zarówno od normalnych pum, jak i od sympatrycznych jaguarów. P. onca wykazuje w takim wypadku tendencję do polowania na grubszą zdobycz, zazwyczaj ważącą ponad 22 kg. Puma zaś wybiera mniejszą ofiarę, zazwyczaj z przedziału od 2 do 22 kg, co wpływa na redukcję wielkości. Z tej sytuacji mogą wyniknąć dla pumy korzyści. Jej szersza pod względem zdobyczy nisza, obejmująca możliwość żywienia się drobniejszą ofiarą, daje jej przewagę nad większym jaguarem w regionach zmienionych działalnością ludzką. Oba gatunki klasyfikowane są jako bliskie zagrożenia (NT), ale obecnie puma występuje na znacznie szerszym obszarze.

## Status

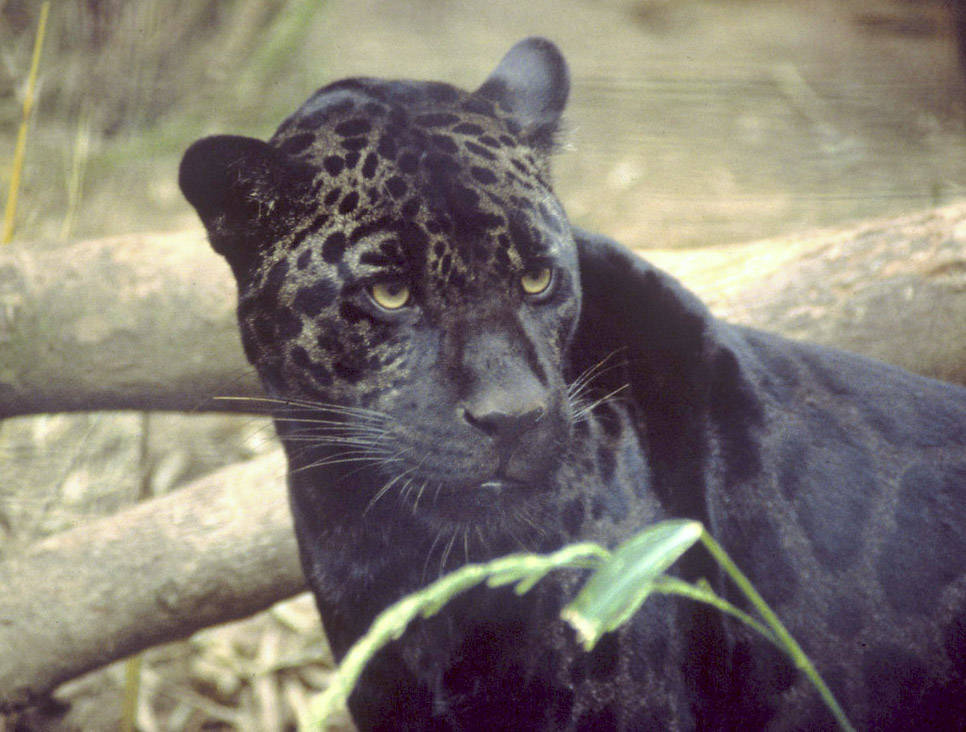
Osobnik melanistyczny

Populacja jaguarów drastycznie zmniejsza swą liczebność. International Union for Conservation of Nature przyznaje mu status gatunku bliskiego zagrożenia (Near Threatened – NT). Oznacza to możliwość zagrożenia w niedalekiej przyszłości. Przyczyniły się do tego strata części jego zasięgu występowania, w tym eliminacja gatunku z historycznej północnej części jego zasięgu oraz narastająca fragmentacja w pozostającej części. Znaczne spadki przypadły na lata sześćdziesiąte XX wieku. Ponad 15000 jaguarzych skór wywożono rocznie z brazylijskiej Amazonii. Konwencja o międzynarodowym handlu dzikimi zwierzętami i roślinami gatunków zagrożonych wyginięciem z 1973 roku spowodowała szybki spadek handlu skórą. Szczegółowe prace pod auspicjami Wildlife Conservation Society ujawniły, że zwierzę straciło 37% swego historycznego zasięgu, a 18% wiąże się z nieznanym statusem. Prawdopodobieństwo długoterminowego przetrwania przypisuje się 70% pozostającego zasięgu, zwłaszcza w dorzeczu Amazonki i przylegających Gran Chaco i Pantanalu. W ostatniej dekadzie XX wieku Belize stworzyło Cockscomb Basin Wildlife Sanctuary jako pierwszy na świecie odludny rezerwat dla ochrony i badania jaguarów.
Największe ryzyko dla jaguarów stwarzają wylesianie ich siedlisk, wzrastająca konkurencja o pokarm ze strony ludzi, kłusownictwo, huragany w północnej części ich zasięgu oraz zachowania ranczerów, którzy często zabijają koty polujące na zwierzęta hodowlane. Zaadaptowawszy się do takiej zdobyczy, jaguary dały się poznać jako atakujące bydło, które stanowiło dużą część ich diety. Mimo że wycinki dla zdobycia pastwisk stwarzają problem dla tego gatunku, populacja jaguarów mogła wzrosnąć, gdy pierwszy raz wprowadzono bydło do Ameryki Południowej, jako że drapieżniki odniosły korzyść z nowej zdobyczy. Fakt, że jaguary chętnie polują na zwierzęta gospodarskie, spowodował wynajęcie pełnoetatowych łowców i do kotów często strzela się bez uprzedzenia.

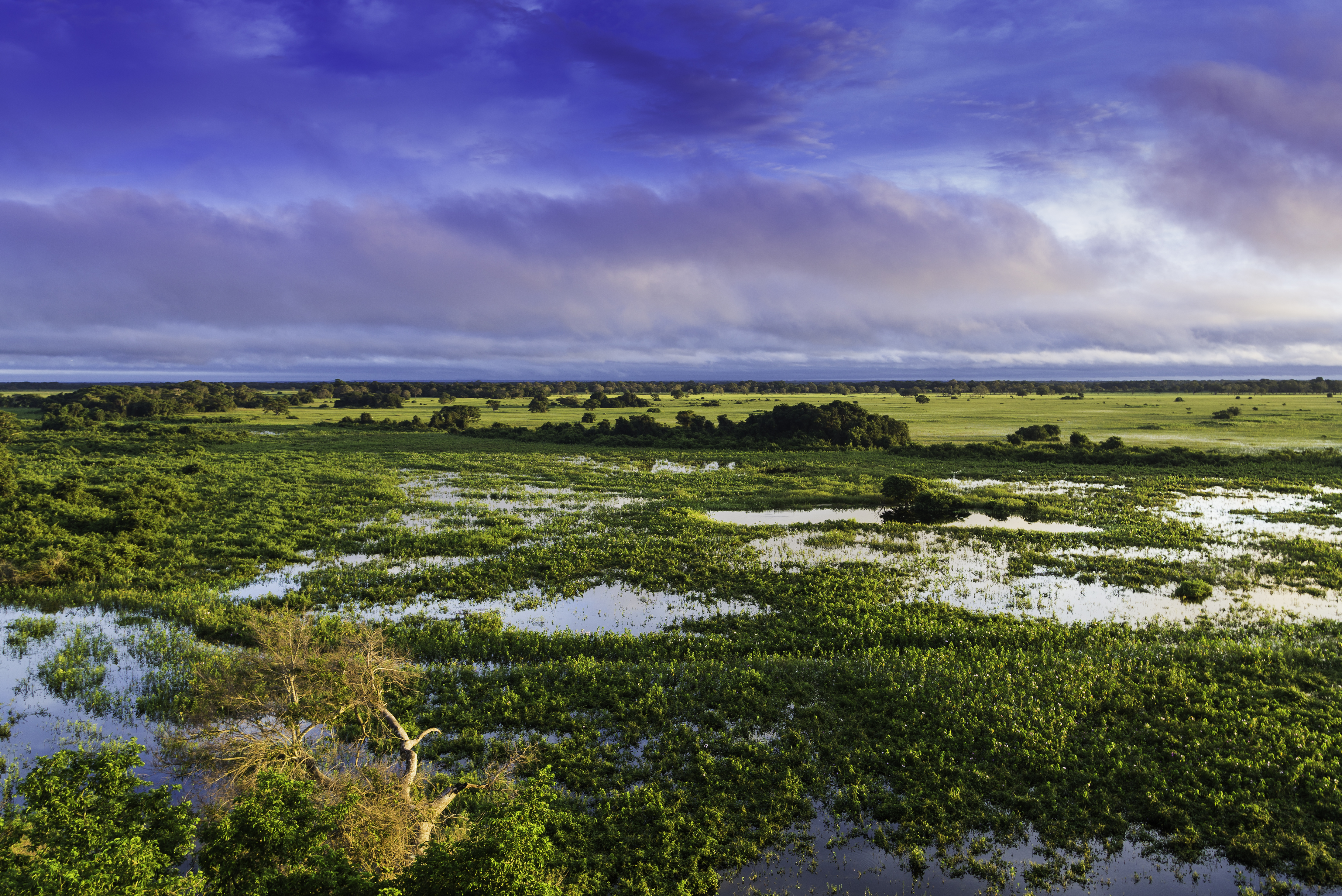
Brazylijski Pantanal podczas zalania wodą, krytyczny obszar występowania jaguarów

Jaguara wymienia Załącznik I CITES. Oznacza to, że jakikolwiek międzynarodowy handel jaguarem bądź częściami jego ciała został zakazany. Wszelakie polowania na te zwierzęta są zabronione w Argentynie, Belize, Kolumbii, Gujanie Francuskiej, Hondurasie, Nikaragui, Panamie, Paragwaju, Surinamie i Stanach Zjednoczonych, gdzie obejmuje go Endangered Species Act, w Urugwaju i Wenezueli. Polowania ograniczane są do osobników wywołujących problemy w Brazylii, Kostaryce, Gwatemali, Meksyku i Peru. Myślistwo rekreacyjne dozwolone jest w Boliwii. Gatunkowi nie przysługuje ochrona prawna w Ekwadorze i Gujanie.
Obecne działania ochronne skupiają się na edukacji właścicieli rancz i promocji ekoturystyki. Jaguara generalnie uznaje się za gatunek osłonowy. Jego zasięg występowania i wymagania siedliskowe są wystarczająco szerokie, by w przypadku ich ochrony chronić także liczne inne gatunki o mniejszych zasięgach. Gatunek osłonowy odgrywa rolę łącznika w skali krajobrazu. W przypadku jaguara funkcję tę pełni jego drapieżnictwo. Organizacje chroniące przyrodę mogą więc skupić się na zapewnieniu zdatnych do przeżycia, połączonych siedlisk dla jaguara, wiedząc, że skorzystają na tym również inne gatunki.
Biorąc pod uwagę niedostępność dużej części zasięgu występowania jaguara, szczególnie środkowej Amazonii, ustalenie liczebności takiego gatunku przedstawia trudności. Badacze zazwyczaj skupiają się na konkretnych bioregionach, brakuje zaś analiz obejmujących cały gatunek. W 1991 liczbę osobników zamieszkujących Belize oszacowano na 600–1000 sztuk. Rok wcześniej doliczono się szacunkowo 125–180 jaguarów żyjących w meksykańskim Calakmul Biosphere Reserve, mierzącym 4000 km², kolejne 350 zwierząt żyło w stanie Chiapas. Przyległy Maya Biosphere Reserve w Gwatemali, o obszarze 15000 km², może mieścić 465–550 tych kotowatych. Prace z wykorzystaniem GPS w 2003 i 2004 oceniły gęstość na jedynie 6–7 osobników na 100 km² w krytycznym obszarze Pantanalu, podczas gdy metody tradycyjnie podają wyniki 10–11. Sugeruje to, że szerokie używanie metody z doborem próby może zawyżać rzeczywistą liczbę kotów.
W przeszłości ochrona jaguarów czasami przybierała formę ochrony tak zwanych „hotspots” jaguarów. Chodzi o odrębne jednostki ochrony tych zwierząt, duże obszary zamieszkiwane przez około 50 osobników. Jednak, co obecnie ustalili niektórzy badacze, utrzymanie gatunku wymaga solidnej wymiany genetycznej, co z kolei stwarza konieczność połączeń. Dla ułatwienia komunikacji założono nowy projekt Paseo del Jaguar, mający połączyć poszczególne „hotspots”.

### Jaguar w USA
Jaguar to jedyny kotowaty Ameryki Północnej, który potrafi ryczeć. Jako zwierzę amerykańskie odnotował go Thomas Jefferson w 1799. Istnieje wiele zoologicznych doniesień na jego temat w Kalifornii, dwa tyczą się leżącego na północy Monterey i pochodzą z lat 1814 (Langsdorff) i 1826 (Beechey). Żyjący na terenach przybrzeżnych Indianie z plemienia Diegueño (Kumeyaay) z San Diego czy Cahuilla z Palm Springs używają słów określających jaguara. Kotowate te musiały przetrwać tam aż do mniej więcej 1860. Jedyny zachowany opis nory jaguara użytkowanej przez rozmnażającą się matkę i kocięta w USA pochodzi z gór Tehachapi leżących w Kalifornii sprzed wymienionej daty. W 1843 roku Rufus Sage, odkrywca i doświadczony obserwator, odnotował obecność jaguara w okolicy źródeł rzeki North Platte, 30–50 mil (ok. 48–80 km) na północ od Longs Peak w Kolorado. Mapa Cabota z 1544 roku przedstawia zasięg objęty przez jaguara w dolinach Pensylwanii i Ohio. Historycznie P. onca odnotowano na dalekim wschodzie Teksasu oraz w północnych częściach Arizony i Nowego Meksyku. Jednak od lat czterdziestych XX wieku kot ograniczył swój zasięg do południowych terenów tychże stanów. Choć mniej wiarygodne od doniesień zoologicznych, artefakty rdzennych Amerykanów obejmują prawdopodobne motywy związane z jaguarem od Wybrzeża Północno-Zachodniego do Pensylwanii i Florydy.
AngloAmerykanie szybko eliminowali jaguary z USA. Ostatnią samicę w USA zastrzelił łowca z arizońskich White Mountains w 1963 roku. Arizona zakazała tego procederu w 1969, ale nie pozostała ani jedna samica. Przez następne ćwierćwiecze znaleziono i zabito w Arizonie tylko dwa samce. W końcu w 1996 Warner Glenn, ranczer i instruktor łowiecki z Douglas, natknął się na jaguara w górach Peloncillo. Został badaczem jaguarów, zostawiając kamerę internetową, którą zarejestrował 4 kolejne arizońskie jaguary. Żadnego z innych czterech samców spotkanych w Arizonie w ciągu ostatnich 15 lat nie widziano od 2006 roku. Następnie w 2009 umarł samiec zwany Macho B, wkrótce po założeniu mu nadajnika radiowego przez pracowników Arizona Game and Fish Department (AGFD) w tym samym roku. W jego przypadku poprzedni podwykonawca AGFD przyznał się do naruszenia Endangered Species Act dla złapania kota i pracownik AGFD został zwolniony za kłamstwo w dochodzeniu federalnym. W 2011 dwustufuntowy (ok. 90 kg) samiec został sfotografowany w okolicy Cochise w południowej Arizonie. Dokonał tego myśliwy po polowaniu z udziałem psów. Kot jednak nie został ranny. Kolejne spotkanie w 2011 odnotował w czerwcu tego roku pracownik Homeland Security. Badacze związani z ochroną przyrody widzieli dwa osobniki w obrębie 30 mil (ok. 48 km) od granicy USA z Meksykiem w 2010. We wrześniu 2012 roku jaguara sfotografowano w górach Santa Rita w Arizonie. Było to już drugie spotkanie w tym regionie w ciągu dwóch lat. Najwyraźniej tego samego osobnika sfotografowano kilka razy przez 9 miesięcy do czerwca 2013.
Działania prawne podejmowane przez Center for Biological Diversity doprowadziły do umieszczenia gatunku na federalnej liście gatunków zagrożonych w Endangered Species Act w 1997 roku. Jednak 7 stycznia 2008 Bushowski nominat H. Dale Hall, szef United States Fish and Wildlife Service (USFWS), podpisał rekomendację zaniechania federalnego przywracania jaguara zgodnie z Endangered Species Act. Krytycy, wśród nich Center of Biological Diversity i New Mexico Department of Game and Fish, uważają, że jaguar został poświęcony dla nowych rządowych planów odgradzania się, kolidujących z typowymi miejscami przekraczania przez P. onca granicy USA-Meksyk W 2010 roku administracja Obamy zmieniła politykę poprzedniego prezydenta. Obiecano chronić „krytyczne siedlisko” i naszkicować plan odbudowy gatunku. USFWS ostatecznie zobowiązano do stworzenia tego planu i wyznaczenia krytycznych siedlisk kota. 20 sierpnia 2012 USFWS zaproponował liczący 838232 akry teren leżący w Arizonie i Nowym Meksyku jako rzeczone krytyczne siedlisko.

## W kulturze

### Ameryka prekolumbijska

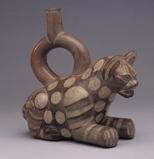
Jaguar wedle kultury Mochica, 300 n.e., Muzeum Larco, Lima, Peru

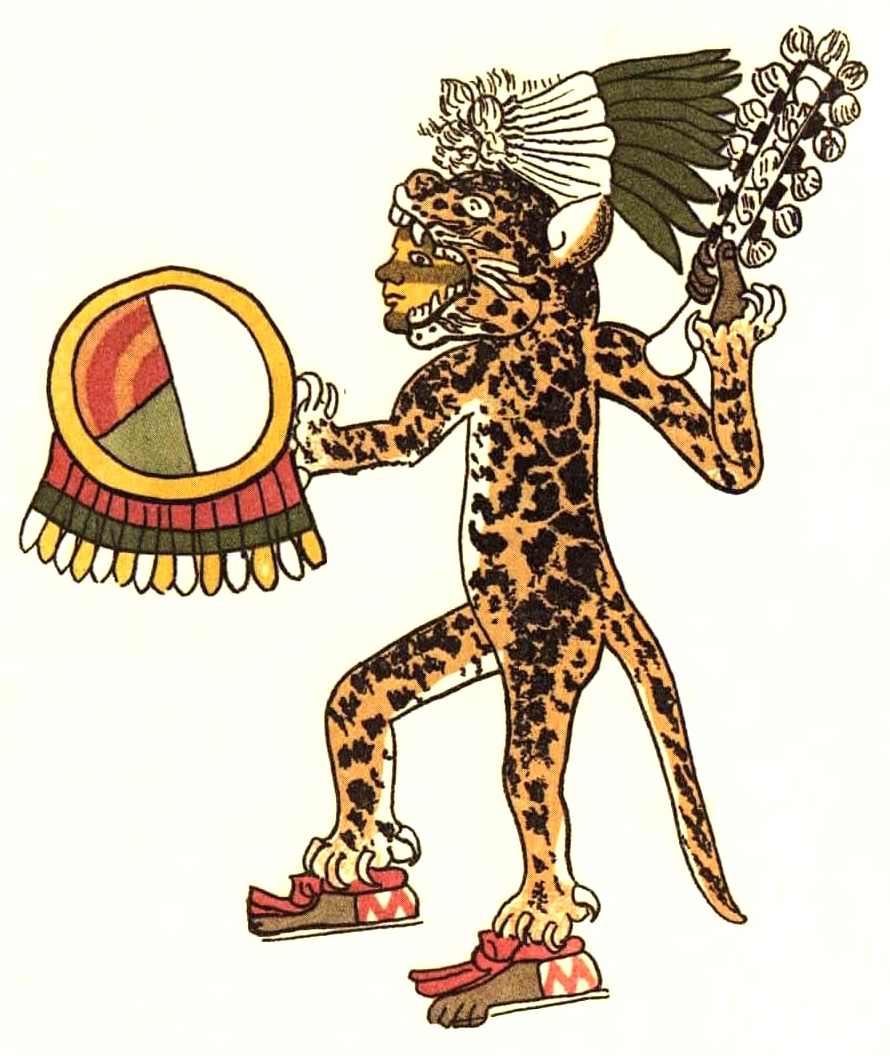
Wojownik-jaguar wedle Azteków

W prekolumbijskiej Ameryce Środkowej czy Południowej jaguar długo stanowił symbol siły i mocy. Pośród kultur andyjskich kult jaguara rozszerzył się dzięki wczesnej kulturze Chavín (słowo chavin w lokalnych dialektach oznacza jaguara). Został on przyswojony na obszarze dzisiejszego Peru do 900 p.n.e. Późniejsza kultura Mochica z północy Peru wykorzystywała jaguara jako symbol siły na wykonanych przez siebie ceramikach.
W Mezoameryce wczesna wpływowa kultura Olmeków z rejonu Zatoki Meksykańskiej, mniej więcej z tych samym czasów co kultura Chavin, rozwinęła wyróżniający się motyw „człowieka-jaguara”, pojawiający się na rzeźbach i figurkach, przedstawiający stylizowane jaguary bądź ludzi o cechach jaguarów. W późniejszej cywilizacji Majów uważano, że jaguary ułatwiają komunikację pomiędzy żywymi a umarłymi, a także chronią dom władcy. Majowie uznawali te energiczne koty za swych towarzyszy w świecie duchowym. Liczni władcy Majów nosili imiona zawierające człon określający jaguara w ich języku (w wielu językach Majów jaguara określano b’alam). Aztekowie podzielali ten punkt widzenia jako przedstawiciela władcy i wojownika. Elita azteckich wojowników tworzyła klasę zwaną rycerzami-jaguarami. W mitologii azteckiej jaguar stanowił totem silnego bóstwa o imieniu Tezcatlipoca.

### Współczesność
Sam jaguar i jego nazwa są szeroko wykorzystywane symbolicznie w kulturze współczesnej. Jest to zwierzę narodowe Gujany, przedstawione w jej herbie. Flaga kolumbijskiego departamentu Amazonas przedstawia czarne sylwetki jaguara i mierzącego doń myśliwego. Jaguara wyobrażają także banknoty reala brazylijskiego. Występuje on też często w mitologiach wielu współczesnych rdzennych kultur południowoamerykańskich, zazwyczaj jako postać obdarzająca ludzi władzą nad ogniem.
W duchu kultury Majów maskotką igrzysk olimpijskich w 1968, odbywających się w Meksyku, został czerwony jaguar. Była to pierwsza oficjalna maskotka igrzysk olimpijskich.
Istnieje również marka samochodów o takiej nazwie.